# بارترون
بارترون (به فرانسوی: Bartherans) یک کمون (فرانسه) در فرانسه است که در canton of Quingey واقع شده‌است. بارترون ۵٫۸۱ کیلومتر مربع مساحت دارد.